# Desa Karangwangi (administrativ by i Indonesien, lat -6,39, long 107,78)
Desa Karangwangi är en administrativ by i Indonesien.   Den ligger i provinsen Jawa Barat, i den västra delen av landet, 110 km öster om huvudstaden Jakarta.